# Ландсбергіт
Ландсбергіт, ландсберґіт (рос. ландсбергит; англ. landsbergite; нім. Landsbergit m) — мінерал, амальґама срібла.

## Загальний опис
Хімічна формула: Ag2Hg3. Містить (%): Hg — 73,61; Ag — 26,39. Іноді містить домішки вільної ртуті. Сингонія кубічна. Вид гексоктаедричний. Зустрічається у дрібних кристалах. Обрис кристалів додекаедричний, частіше суцільні, зернисті агрегати. Спайність ясна. Густина 13,48. Твердість З,75. Колір сріблисто-білий. Блиск металічний, сильний. Непрозорий. Крихкий. Злам раковистий. Відомий у родов.: Мошелландсберґ (ФРН), Сала (Швеція), Шаланш (Франція). Рідкісний. За назвою родов. Мошелландсберґ, Пфальц, ФРН (D.R. Hudson, 1943).
Синонім: мошеландсберґіт.